# Брахмани
Брахмани (санскр. ब्रह्माणी, IAST: Brahmāṇī) или Брахми (санскр. ब्राह्मी, IAST: Brāhmī), является одной из богинь Сапта-Матрика (семи матерей), называемых Матриками. Она является формой Сарасвати и считается Шакти бога-создателя Брахмы в индуизме, или формой самого Брахмы. Она является частью Ади Шакти, управляющей Раджа-гуной и, следовательно, источником силы Брахмы.

## Легенды

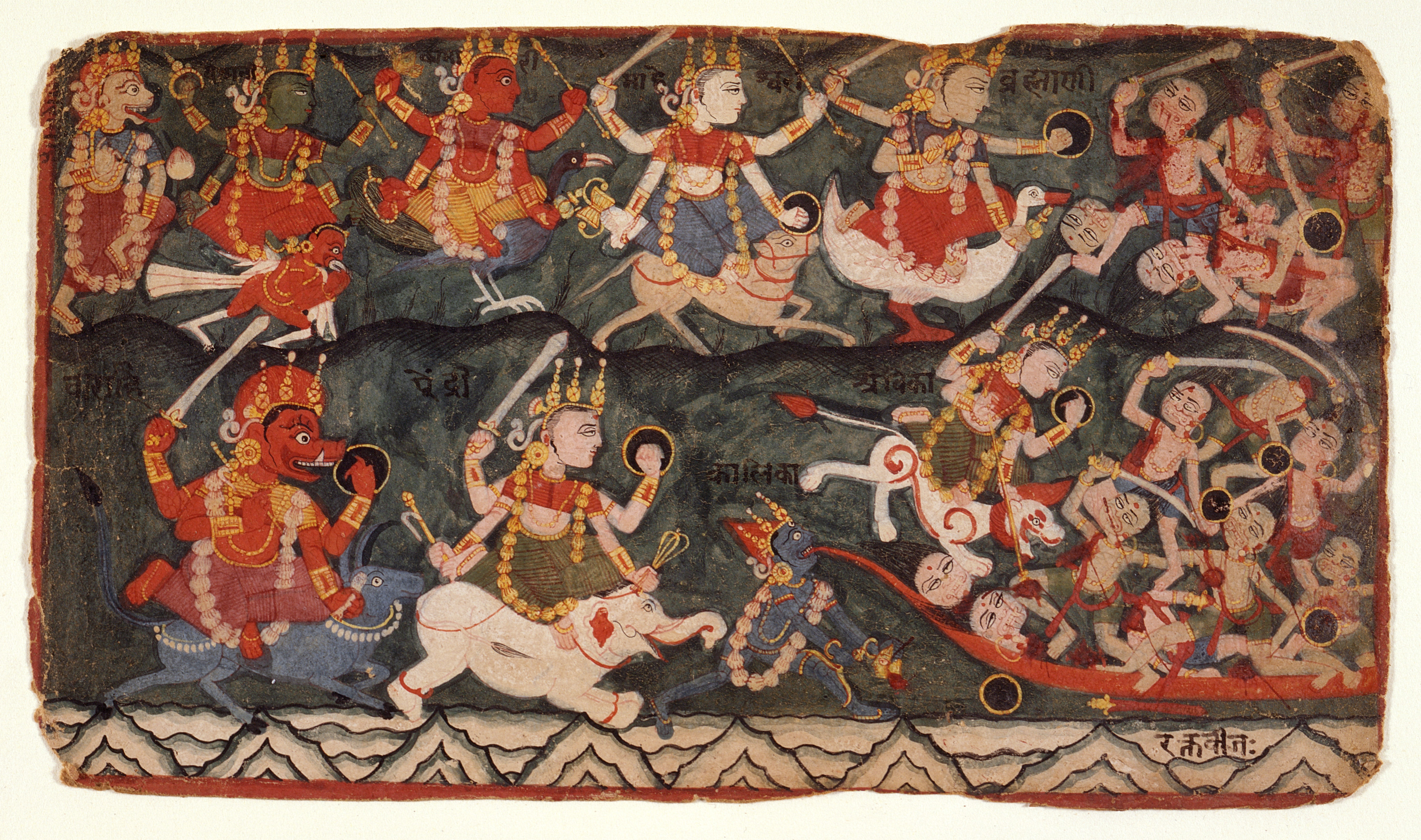
Богиня Амбика (отождествляемая с Дургой и Чанди), ведущая в битве восемь матрик (верхний ряд слева) Нарасинхми, Вайшнави, Каумари, Махешвари, Брахмани; нижний ряд слева — Варахи, Аиндри и Чамунда или Кали против Ракшаса Рактавиджи. Фолио Деви Махатмьи. Деви Брахмани изображается верхом на белом лебеде в битве с мечом и щитом в руках.

Когда Брахма медитировал на сотворение вселенной, его тело было разделено на две части. Затем они сформировали богов и богинь, причем одна часть была мужской, а другая — женской. Так женские его части стали Гаятри, Сати Савитри, Сарасвати и другими.
По легенде Брахмани когда-то воплотилась в принцессу клана Иллаваку. У царя было две дочери, Ренука (воплощение Брахмани) и Сахастракала. Однажды на берегу реки Сарасвати мудрец Джамадагни и царь провели сваямвару для Ренуки, и она вышла замуж за мудреца Джамадагни. Между кастой кшатриев (воинов) и кланом Бхаргава (потомков мудреца Бхригу и Шивы) произошли столкновения, поскольку мудрец Джамадагни был Бхаргав, они переместили свою резиденцию на запад Индии. Позже, на свадьбу сестра Ренуки пригласила всех кшатриев с запада. Мудрец Джамадагни не согласился с её поступком, но Ренука была упряма и сдержала свои слова, на что Джамадагни ничего не возразил. Супруги были бедны, но у мудреца были волшебная корова Камадхену и Акшая Патра, которую они использовали для приготовления риса. Кшатрии оскорбляли мудреца Джамадагни, из-за чего Ренука поняла, что причиной отшельничества Джадмагни была она сама. Вскоре у мудреца и Ренуки родился сын по имени Парашурама. Джамадагни сказал ему, что, если он любит своего отца, ему нужно будет отрезать голову своей матери, после чего Ренука вновь будут звать Деви Брахмани, и ей будут поклоняться. Таким образом, Паршурама убил свою мать, и таким образом она получила статус богини. Мудрец Джамадагни спросил Парашураму о том, какой бы дар он хотел. Парашурама потребовал, чтобы его мать вновь ожила. Джамадагни воскресил её при помощи Камадхену. 

## Иконография
Брахмани изображается жёлтого цвета и часто с четырьмя головами. Она может быть изображена с четырьмя или шестью руками. Подобно Брахме, она держит петлю из четок, камандалу (кувшин с водой), стебель лотоса, колокольчики, Веды и трезубец, сидя на Хамсе (божественном лебеде) как на своей вахане. Она также изображается сидящей на лотосе с лебедем на знамени. Она носит различные украшения и отличается короной в форме корзины, называемой Каранда Мукута (IAST: karaṇḍa mukuṭa).

## Как кулдеви
Она является Кулдеви (богиней места или покровительницей) Ванкар (ткачих), Праджапати, нагарских браминов, дарджи самадж и других общин Раджастхана и Кача, включая Додию Раджпутов и общину КГК.

## Храмы брахманов в Индии
- Храм Брахмани Матаджи в Баране в Раджастхане[6].
- Храм Брахмани Матаджи в Палло недалеко от Ханумангарха, Раджастхан[7][8].
- Храм Брахмани Мата в деревне Брахмани, Ханумангандж, недалеко от Баллии в Уттар-Прадеше[9].
- Храм Брахмани Мата в Бхарморе, недалеко от Чамбы, штат Химачал-Прадеш[10].
- Храм Мата Брахмани в Дингуча около Калола в Гуджарате[11].
- Храм Брахмани Мата в Джамиятпуре, Гандинагар.
- Храм Брахмани Мата в Сорсане, Раджастхан[12].
- Храм Брахмани Мата в Анджаре[5].